# Aisha Kandisha
Aisha Kandisha es una figura mitológica femenina perteneciente al folclore marroquí. Es uno de varios personajes folclóricos que son similares a los genios, también llamados djinn pero tienen personalidades distintas, normalmente se la representa como una hermosa mujer joven que tiene las piernas de un animal con pezuñas, como una cabra o un camello. Aunque las descripciones de Aisha Kandicha varían de una región a otra, dentro de Marruecos, generalmente se piensa que vive cerca de fuentes de agua y que usa su belleza para seducir a los hombres locales y luego enloquecerlos o matarlos, como las sirenas griegas. 
La leyenda se suele usar para atemorizar a los niños marroquíes cuando estos no quieren comer o dormir, este temor se puede quedar latente en adultos.

## Orígenes
Edvard Westermarck afirmó que el nombre de Aisha Kandisha tiene un origen oriental, concordando con la descripción de Qetesh en la antigua religión cananea, la cual ha sido nombrada como "la ramera del templo", y se le ha vinculado al culto de la diosa Astarté, incorrectamente caracterizada como una diosa de la "fertilidad". Westermarck sugiere que las colonias fenicias en el norte de África introdujeron por primera vez a Kandisha, que posteriormente se incorporó a las tradiciones islámicas y se le siguió asociando a la naturaleza y a ambientes acuáticos. Westermarck también propone que su parecido con Hammu Qayyu puede estar inspirado en el dios cartaginés Hammon. La teoría de Westermarck se basó en una comprensión anticuada de las antiguas deidades del Cercano Oriente. Las teorías que presentan a Qetesh como una "ramera sagrada" se consideran obsoletas en la erudición moderna debido a la falta de evidencia, y generalmente se la considera una diosa creada en Egipto, y no tiene un antecedente claro entre las diosas cananeas o sirias, aunque se le da un origen semítico al nombre y se le asocia principalmente con deidades extranjeras. No se puede establecer una conexión directa entre Qetesh y Astarte, asociada, según el período de tiempo y el área; con la guerra, la caza, el poder de la realeza, la curación, etc., pero no con la fertilidad como afirmaba la teoría de Westermarck.
Actualmente se piensa que la leyenda de Kandisha proviene de una figura histórica real, concretamente de la condesa marroquí de el Yadida, ella ayudó a resistir la invasión portuguesa seduciendo a los soldados de los atacantes, los cuales posteriormente eran asesinados por guerreros magrebís. La condesa ayudó a la resistencia contra el colonialismo después de que mataran a su marido. Aisha sedujo a tantos hombres que los soldados enemigos comenzaron a temerla. Los lugareños creían que ella tenía poderes sobrenatulares.

## Características
Casi todos los relatos de Aicha Kandicha identifican su hogar como un cuerpo de agua cercano. En Tánger, se cree que esto es el mar; en Tetuán es el río Martil, en Fes es un canal de drenaje, y entre los Beni Ahsen es el río Sebou. También existe un acuerdo general en que se aprovecha principalmente de los hombres jóvenes, a quienes atrae con su belleza o haciéndose pasar por sus esposas. Las creencias más folclóricas sobre Aisha Kandisha, como las de Beni Ahsen, incluyen que tiene miedo a los cuchillos y agujas de acero y que tiene un esposo conocido como Hammu Qayyu. En las regiones más al sur de Marruecos, incluida Doukkala, al marido se le conoce como "Kharaja".
En las tradiciones de la orden Buffi Sufí, Aisha Kandisha es solo una de una serie de genios femeninos con el nombre de pila Aicha, cada uno de los cuales tiene personalidades diferentes. Los Buffis creen que viste ropa negra, tiene pies de camello, hace que las mujeres embarazadas que la ven tengan un aborto espontáneo y hace que las personas que posee rebuznen o ladren como animales. Los nombres sinónimos de Aisha Kandisha en otros lugares, incluidos "Spicy Aisha" (ʿayša s-sudaniya) y "Aisha of the Sea" (ʿayša l-bəḥriya), son vistos por los Buffis como entidades únicas. Sin embargo, Lalla Aisha no tiene tumba, su alma vaga por el lugar según las creencias predominantes, y su bendición es capaz de cumplir los deseos de todos los que se la encuentran.

## En la cultura popular
Se ha hecho referencia a Aisha Kandisha en varias obras culturales marroquíes, incluidos libros, películas y canciones. Un ejemplo es la melodía de Gnawa Lalla Aicha  y la película de terror francesa Kandisha.